# Йона Тукусер
Йона (с рождено име Людмила) Тукусер е български художник живописец.

## Биография
Йона (от Иврит – „יוֹנָה“, което означава „гълъб“) е родена на 5 март 1986 г. в Бесарабия (южна територия на съвременна Украйна), в българското село Главан, което е основано през 1832 г. от български бежанци от село Главан, България.
В периода 2003 – 2007 г. учи в Измаилски хуманитарен държавен университет в Измаил, Украйна, и завършва с бакалавърска степен по изящни изкуства. Преселва се в България и придобива българско гражданство.
В периода 2007 – 2008 г. учи в Националната художествена академия – София, и получава бакалавърска степен по живопис, а в периода 2008 – 2010 г. завършва и магистърската програма по живопис.
От 2011 г. живее и твори в Рим и Ню Йорк. През 2021 г. се премества да живее в Лондон.

## Генеалогия на фамилията
Коренът на Йона Тукусер започва от рода на великия княз Майки-бий, който е бил „дясната ръка“ на Чингис хан, негов съветник и първи войвода. Майки-бий е родоначалник на племе, което прераства в държава Табуния. Думата „Табин“ – от тюркски означава „да се молиш, да се прекланяш на Бог“, – от монголски, „Табин“, това е „пет“. Историята на табинците почва от Табин-Богдо-Ола („пет божествени планини“), това е планински масив на кръстовището на съвременните територии на Китай, Монголия и Русия. На картата на арабски географ Идриси XII век на Изток до Волжка България е обозначена тази държава Табуния. Която се състояла от няколко табински рода и единият от тях бил род Тукус, основоположен от знатния войвода Тукус. След време неговото прозвище „Тукус“ се трансформирало във фамилията „Тукусер“.

## Творчество
След завършване на Националната художествена академия в София, Йона Тукусер започва да изследва темата за глада в Съветски съюз и Бесарабия през 1946 – 1947 г. През 2011 г. „Фондация за изобразителен синтез“ представя живописни картини на Йона в изложба „Глад“ в Център за култура и дебат „Червената къща“, София.
Списание „Изкуство и Критика“ на Националната художествена академия, публикува научна критика за изложбата.
На 18 май 2017 г. Йона Тукусер участва във видео-мост на международна научна конференция: „Гладоморът 1946 – 1947 г.: исторически, философски, психологически и педагогически аспекти“, посветена на 70-годишнината от трагичните събития, която се проведе в Измаилски държавен хуманитарен университет в Украйна.
През 2020 г. Институт за исторически изследвания – Българска академия на науките, публикува научна статия на Йона Тукусер – „Проекция на метамодерен метод за изследване на глада в Бесарабия през 1946 – 1947 г., отразена в историческата живопис“ в списание „Исторически преглед“.
Статията използва метамодерен метод на изследване с научни и художествени техники, които служат като основа за връзката между науката и изобразителното изкуство. Резултатите от изучаването на литературата по темата и новооткритите документални източници се използват за пресъздаване на Съветския глад в Украйна под формата на метамодерни исторически картини в проекта „Глад“.
Авторка е на много самостоятелни изложби и участничка в редица международни изложби в България, Украйна, Русия и САЩ.

## Проекти
- „Глад“[17][18], 2009 –

В рамките на своя интердисциплинарен проект „ГЛАД“ Йона Тукусер се заема със социалната тема, свързана с проблемите на глада в съвременния свят.
От 2009 г. Йона изучава исторически материали за глада в Украйна и Съветския съюз от периода 1921 – 1923, 1932 – 1933, 1946 – 1947, като използва академичен подход при подбора на източници на информация от архиви и лични интервюта с живи свидетели, които са оцелели от глада.
Проектът „ГЛАД“ използва метамодерен метод на изследване с научни и артистични техники, който служи като основа за връзката между дисциплините на науката и изобразителното изкуство. Синтезът на изкуство и наука създава възможност произведението на изкуството да бъде ангажирано в дебат за по-детайлно разкриване на миналото, което рефлектира в настоящето. Резултатите от изследването по темата и новооткритите документални източници се използват за пресъздаване на Съветския глад в Украйна под формата на метамодерни исторически картини.
- „Чернобил“[20], 2010 – 2011
- „Корен“[21], 2011 –
- „Ядрено семе“[22], 2013 –
- „DNA Repair“, 2015 –
- „Антропофаг“[23], 2016 – 2021

На 7 май 2021 г. излиза дебютният концептуален музикален албум „Антропофаг“ на Йона Тукусер. Той включва 21 електронни звукови импровизации, създадени в Рим от 2016 до 2021 г. Звуковите композиции в албума „Антропофаг“ са вдъхновени от реални истории, събрани от Йона за глада и канибализма в Украйна през 20 век.
„В албума „Антропофаг“ разказвам историята на едно нямо момче, което след като вижда майка си да яде тялото на братчето му, изтичва на пътя, за да изкрещи ужаса от видяното. Вместо думи обаче, то издавало само стържещи звуци. Момчето онемяло от преживяното“. Всяка композиция в „Антропофаг“ разказва истинска история: „Жена изяде дъщеря си от гроба“, „Откраднаха булката от сватбата и я изядоха“, „Жена закла сина си и го продаде“.
„Експериментална музика, която нарушава всички критерии“, определят албума „Антропофаг“ музикални куратори на Submit Hub.
- „Време“, 2016 –
- „Cookshoe“, 2021 –

## Индивидуални изложби
- 2007 Одеса, Украйна – Български културен център[3]
- 2008 София – „Агора“[3]
- 2008 Асеновград[3]
- 2010 Пловдив – „Аспект“[3]
- 2010 Русе – Русенска художествена галерия[25]
- 2010 София – Посолство на Украйна в България[3]
- 2011 Пловдив – „У ПАРК“[26]
- 2011 София – „Червената къща „Андрей Николов“[27][28]
- 2011 София – Посолство на Украйна в България[29]
- 2011 София – „Алфиани“[30]
- 2011 София – „Апартамента“[3]
- 2013 Челси, Ню Йорк, САЩ – Able Fine Art Gallery, експозиция „AROUSAL“[31][32]
- 2014 София – Галерия „Ракурси“, изложба „Корен“[33]

## Награди
- 2008 – Първо място за портрет (живопис) в НХА, София[3]
- 2009 – Първо място за пейзаж (живопис) в НХА, София[3]
- 2010 – Трето място за творбата – „Отзад“, Международен кункурс по живопис, „Russian Art Week“, Москва, Руска Федерация[34]
- 2010 – Първо място за живопис – „Смърт“, Международен конкурс по живопис, „Kazakhstan Art Week“, Алмата, Казахстан[35][36]